# L'Assemblée (film)
Pour les articles homonymes, voir L'Assemblée.
Pour plus de détails, voir Fiche technique et Distribution.
L'Assemblée est un  documentaire français réalisé par Mariana Otero, sorti en 2017.

## Synopsis
Le film concerne le mouvement Nuit debout, né en mars 2016 place de la République à Paris, assemblée spontanée opposée au projet de la « loi travail » présentée par Myriam El Khomri au nom du gouvernement Manuel Valls.
« Au début, les assemblées sont impressionnantes. Mais, au fil des semaines, le mouvement se délite, peut-être faute d’un leader. À la fin, vers le mois de juin, quand les vacances se profilent, la caméra filme la place qui se vide ».

## Fiche technique
- Titre : L'Assemblée
- Réalisation : Mariana Otero
- Production: Pascal Deux
- Photographie : Mariana Otero et Aurélien Lévêque
- Son : Aurélien Lévêque et Mariana Otero
- Bruitage: Patrick Martinache
- Montage : Charlotte Tourres
- Sociétés de production : Buddy Movies - Archipel 35
- Pays de production :  France
- Durée : 99 minutes
- Date de sortie : France, 18 octobre 2017

## Sélections
- 2017 : Festival de Cannes (programmation ACID)[2]